# Piper sanctum
Piper sanctum är en pepparväxtart som beskrevs av Schlecht. och Friedrich Anton Wilhelm Miquel. Piper sanctum ingår i släktet Piper och familjen pepparväxter. Inga underarter finns listade i Catalogue of Life.